# Estadio Simeón Magaña
El Estadio Arturo Simeón Magaña es un estadio multiuso ubicado en el municipio de Ahuachapán, en el departamento de Ahuachapán, El Salvador. En la actualidad se utiliza sobre todo para los partidos de fútbol, siendo el estadio donde juega de local el Once Deportivo. Su construcción comenzó en octubre de 1972 y terminó el 30 de marzo de 1974.